# Conceyu Bable

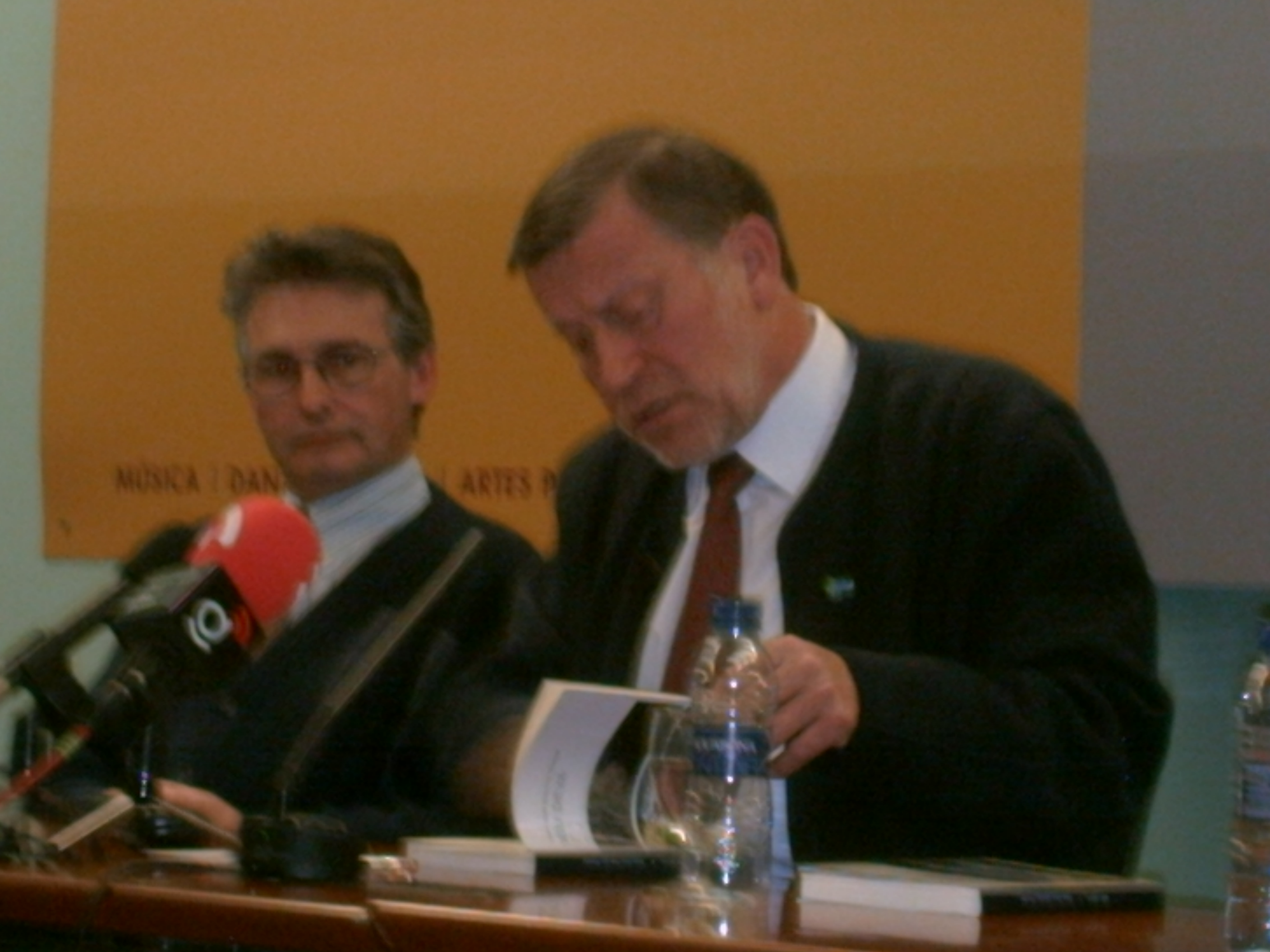
Conceyu bable

Conceyu Bable (en idioma español, Junta Bable) fue una asociación asturiana que tenía como objetivo la recuperación y dignificación del idioma asturiano.

## Origen
En los años finales del régimen franquista, surgió una nueva generación de autores asturianos que intentaba superar el uso tradicional de la lengua asturiana en composiciones ruralizantes y locales (muchas veces se componían para las fiestas de las localidades en el dialecto local). Esta nueva generación pretendía dotar al asturiano de una literatura moderna, próxima a las corrientes literarias imperantes en España y Europa, al tiempo que pretendían demostrar la idoneidad de la lengua para cualquier uso social o literario.
En 1969 José León Delestal fundó la asociación Amigos del Bable,: 100  que fue un primer intento de recuperación de la lengua, y que se centró sobre todo en la edición de discos en asturiano,: 103  organizando en noviembre de 1973 la Asamblea Regional del Bable, presidida por Emilio Alarcos Llorach.: 112  En ella se pusieron los pilares del que sería el surdimientu y una parte de los participantes en ella decidieron constituir un colectivo centrado en la recuperación de la lengua y que, a diferencia de los Amigos del Bable, hiciera uso escrito y hablado del asturiano.

## Historia
El 16 de noviembre de 1974 apareció en el número 284 de la revista Asturias Semanal la sección Conceyu Bable,: 137–138  que daría nombre a la asociación (legalizada en junio de 1976), en la que escribían en asturiano, entre otros, Xosé Lluis García Arias, Xuan Xosé Sánchez Vicente y Lluis Xabel Álvarez. Ellos fueron los verdaderos creadores de la prosa en asturiano, responsables del surgimiento de un grupo de escritores que rompieron con los modelos literarios reservados al asturiano hasta entonces, y de la aparición de una industria cultural propia, con la publicación de libros, discos y artículos en revistas y periódicos en asturiano.
Conceyu Bable asentó las bases de la actual norma culta del asturiano basada en el asturiano central, por ser el que tenía más hablantes y el más usado por los escritores, y a partir de 1975 organizaron cursos de asturiano en concejos del centro de Asturias. En 1976, miembros de la asociación publicaron la primera gramática moderna de la lengua, «Gramática bable».: 141, 144 
El 22 de junio de 1976 convocó una manifestación en Gijón para solicitar la presencia del asturiano en la escuela. El lema de la convocatoria, bable nes escueles, se hizo uno muy conocido en aquella época. A la manifestación se sumó la Coordinación Democrática de Asturias que englobaba a los partidos democráticos y contó con la participación de unas 5000 personas. Tras su legalización Conceyu Bable celebró un congreso, en el que se eligió a Xosé Lluis García Arias presidente. Paulatinamente la asociación se movió hacia posiciones nacionalistas y a partir de 1980 perdió toda su influencia con la aparición de la Academia de la Lengua Asturiana.